# ディエゴ・ガビラン
ディエゴ・ガビラン (Diego Gavilán) こと、ディエゴ・アントニオ・ガビラン・サラテ（Diego Antonio Gavilán Zarate, 1980年3月1日 - ）は、パラグアイ・アスンシオン出身の元サッカー選手。サッカー指導者。パラグアイ代表である。ポジションはミッドフィールダー（センターハーフ）。

## 経歴
19歳の時にイングランド・プレミアリーグのニューカッスル・ユナイテッドFCと契約し、パラグアイ人として初めてイングランドでプレーする選手となった。サンダーランドAFC戦でデビューし、試合は2-2の引き分けた。2000年4月にコヴェントリー・シティFC戦でリーグ戦初ゴールを決め、2-0での勝利に貢献した。
その後は出場機会に恵まれず、2001年12月、メキシコのクラブUniversidad Autónoma de Guadalajara（現テコスFC）にレンタル移籍した。
2003年にはブラジルのSCインテルナシオナルに移籍。
ガビランはガリー・スピードの死に際してニューカッスルへの移籍後イングランドでの生活が落ち着くようにしてくれたことやまるで父親のように接してくれたこと、2002 FIFAワールドカップのパラグアイ代表のメンバーに選ばれたことを祝福してくれた、と明らかにした。

## 所属クラブ
- 1998-1999  セロ・ポルテーニョ
- 1999-2004  ニューカッスル・ユナイテッドFC

2002-2003 → テコス・デ・ラUAG(loan)
2003 → SCインテルナシオナル (loan)
2003-2004 → ウディネーゼ・カルチョ (loan)
- 2004-2005  SCインテルナシオナル
- 2005-2007  ニューウェルズ・オールドボーイズ
- 2007  グレミオFBPA
- 2008  CRフラメンゴ
- 2008  アソシアソン・ポルトゥゲーザ・ジ・デスポルトス
- 2009  CAインデペンディエンテ
- 2010  オリンピア・アスンシオン
- 2011  フアン・アウリチ
- 2011  インデペンディエンテFBC（スペイン語版）

## 代表歴

### 出場大会
- パラグアイ代表
  - 2002 FIFAワールドカップ
  - 2006 FIFAワールドカップ

### 試合数
- 国際Aマッチ 43試合 0得点（1999年-2007年）[4]

| パラグアイ代表 | 国際Aマッチ | 国際Aマッチ |
| 年             | 出場        | 得点        |
| -------------- | ----------- | ----------- |
| 1999           | 8           | 0           |
| 2000           | 4           | 0           |
| 2001           | 5           | 0           |
| 2002           | 7           | 0           |
| 2003           | 5           | 0           |
| 2004           | 5           | 0           |
| 2005           | 4           | 0           |
| 2006           | 2           | 0           |
| 2007           | 3           | 0           |
| 通算           | 43          | 0           |

## 指導歴
- 2014  クルブ・オリンピア・デ・イタ
- 2015  クルブ・スポルト・コロンビア
- 2015  インデペンディエンテFBC
- 2016  クルブ・オリンピア・デ・イタ
- 2017  デポルティボ・カピアタ
- 2017  スポルティボ・トリニデンセ
- 2017  クルブ・ソル・デ・アメリカ
- 2018  デポルティボ・カピアタ
- 2018-2019  ECペロタス
- 2023  セロ・ポルテーニョ